# Теньо Мінчев
Теньо Мінчев (болг. Теньо Минчев; * 3 березня 1954, Любеново, Старозагорська область) — болгарський футболіст. Півзахисник і захисник, більшість кар'єри провів у «Бероє» (Стара Загора), був багаторічним капітаном команди. Увійшов до символічної збірної клубу «Бероє» всіх часів. Перший офіційний футбольний легіонер у чемпіонатах СРСР. Провів 6 ігор за збірну Болгарії.

## Життєпис
Починав грати у футбол у селі Гилибово, де навчався в школі. У 1972 запрошений до вищолігової команди «Бероє» (Стара Загора), того ж року з командою здобув бронзові нагороди чемпіонату Болгарії. З 1974 року 20-літній Мінчев став не лише постійним гравцем основного складу, а й капітаном команди на наступних 12 років. Разом з колективом тричі ставав фіналістом Кубка Болгарії, а в 1986 році переміг у чемпіонаті країни, що стало найбільшим успіхом в історії «Бероє».
Провів 6 матчів за національну збірну Болгарії та 2 — за молодіжну. Грав грамотно та надійно, добре бачив поле, володів точним пасом і вмінням вести єдиноборства.
У лютому 1989 року президіум Федерації футболу СРСР дозволив командам заявляти 2 іноземних футболістів для виступів у всесоюзних змаганнях. Завдяки багаторічній дружбі між владою міст Куйбишев і Стара-Загора регулярно проводились товариські ігри між командами «Крила Рад» і «Бероє». Напередодні сезону 1989 року Теньо Мінчев підписав угоду на 1 рік із друголіговою командою «Крила Рад», ставши першим офіційним футбольним легіонером у першостях СРСР. У першості провів 24 матчі. Допоміг клубу здобути перше місце у своїй зоні 2-ї ліги. Після закінчення сезону 1989 повернувся до Болгарії.
Закінчив Вищий інститут фізкультури ім. Г. Димитрова в Софії за спеціальністю тренер.
Батько футболіста Симеона Мінчева.

## Титули та досягнення
- Чемпіон Болгарії: 1986